# Mombasa
Mombasa este un oraș în partea de est a Kenyei, port la Oceanul Indian. Este reședința provinciei de Coastă.